# Нормани (певица)
Нормани Кордеи Хамилтън (на английски: Normani Kordei Hamilton), по-известна като Нормани (Normani), е американска певица, композиторка и танцьорка. Тя е бивш член на групата „Фифт Хармъни“.
През 2017 г. се състезава в 24-ти сезон на Dancing with the Stars. Първият ѝ сингъл като солист (2018) дуетът „Love Lies“ с Калид, записан за филма Love, Simon, достига номер 9 в американския Billboard Hot 100.
По-късно Нормани участва в песни на Jessie Reyez и Quavo. Сътрудничи с Калвин Харис в EP-то Normani x Calvin Harris и издава сингъла Waves с участието на 6lack през ноември 2018 г. Песента ѝ Dancing with a Stranger със Сам Смит е издадена през януари 2019 г. Соло албумът е издаден от RCA / Keep Cool Records през лятото на 2019 г.